# Hugues (architecte)
Pour les articles homonymes, voir Hugues.
Hugues, dit Vgo (Ugo), est un tailleur de pierre qui travailla entre le milieu et la fin du XIIe siècle au nord de la Provence. Il a œuvré  dans le Tricastin, le Comtat Venaissin, et à Apt qui faisait partie autrefois du Comté de Provence.

## Biographie
On ne connait rien de la vie d'VGo sinon qu'il fut maître tailleur de pierre et appareilleur, et probablement maître d'œuvre sur certains chantiers.
Il fut l'un des premiers, durant la seconde moitié du XIIe siècle, à signer son travail, de son sigle VGo (Ugo) constitué d'un grand V en capitale romaine, d'un G oncial en faucille et d'un petit o. Guy Barruol signale que les noms d'appareilleurs en toutes lettres sont rares. En Provence, sont connus STEFANUS à Saint-Trophime d'Arles, à Saint-Paul-Trois-Châteaux (STEF et STEFA), à Beaumont-du-Ventoux (STEF) et au prieuré de Carluc près de Céreste ; PONCIUS à Saint-Honorat des Alyscamps et à Beaumont-du-Ventoux (PON); PONTIUS à Carpentras et Saint-Andiol ; PETRUS à Arles ; BERTR. et GIL. à Saint-Gabriel de Tarascon ; JOHANNES et SIMON à l'abbaye de Sénanque.

## Œuvres

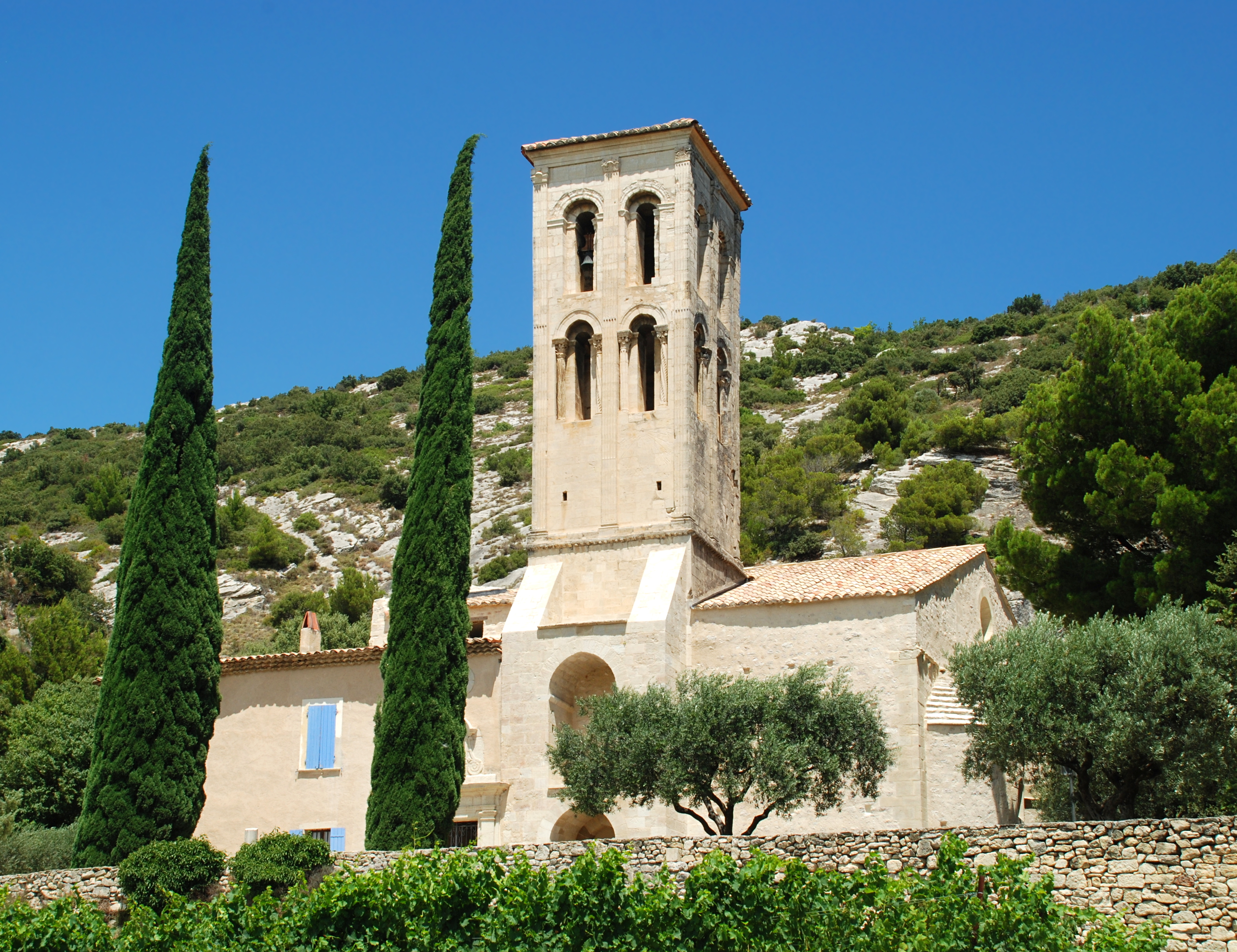
La chapelle Notre-Dame d'Aubune
où a œuvré VGo.

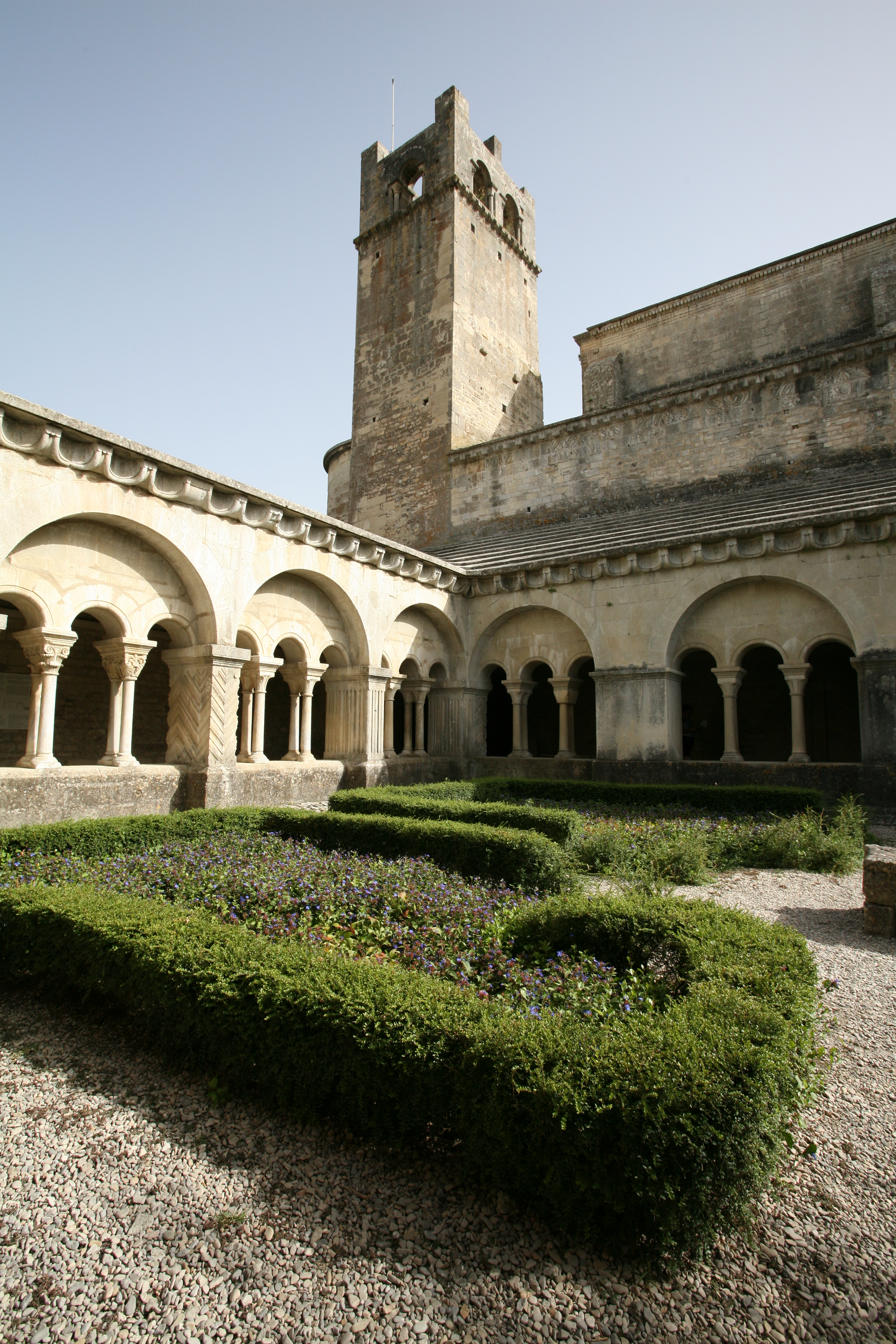
Cloître de la cathédrale Notre-Dame de Nazareth
à Vaison-la-Romaine.

On a identifié 23 signatures complètes d'VGo dans 7 sanctuaires différents, ainsi que deux autres sigles qui lui sont attribuées à Vaison et à Aubune :
- ancienne cathédrale Notre-Dame-de-Nazareth de Vaison-la-Romaine : 4 signatures (et une signature VOG, avec un G en capitale romaine qui lui est attribuée) dans la première travée ouest des bas-côtés
- ancienne cathédrale Sainte-Anne d'Apt, sur le tympan de la crypte supérieure : 1 signature
- Chapelle Notre-Dame d'Aubune :1 signature se trouve sur le chevet, au-dessus de l'abside; un autre signe, dans la première travée ouest de la nef : Go, lui est attribué
- Chapelle du Saint-Sépulcre de Beaumont-du-Ventoux : 12 signatures dont une a disparu
- Tour funéraire de Saint-Restitut : 3 signatures sur l'étage supérieur de la tour
- Église (aujourd'hui ruinée) Saint Pierre-des-Estubiers aux Granges-Gontardes: 1 signature aujourd'hui disparue
- Chapelle Sainte-Colombe de Faucon, sur une pierre en remploi provenant d'une ancienne chapelle romane disparue : 1 signature aujourd'hui disparue

D'autres signature UGO ont été retrouvées dans les Alpes-de-Haute-Provence, au château de Gréoux-les-Bains, sur la chapelle de Villedieu, hameau de Valensole, et dans le Var, chapelle Saint Blaise de La Martre, mais ces signature sont très différentes et de facture plus grossière. Elles identifient d'autres tailleurs de pierre portant le même nom, UGO étant un nom très courant au Moyen Âge.
VGo dirigeait probablement un atelier. Il se singularise par sa signature, par la qualité de son travail, des parements de pierre et des joints, notamment à Saint-Restitut, par les jeux graphiques réalisés avec son sigle à Vaison. C'était un véritable artiste. Il était suffisamment reconnu pour que les commanditaires le laissent apposer sa signature en grand sur le tympan de la crypte d'Apt, sous laquelle passaient les pèlerins.